# 大久保忠良
大久保 忠良（おおくぼ ただよし）は、明治時代の大名、華族。小田原藩大久保家12代目当主で、相模小田原藩の第10代（最後）の藩主で同藩初代（最後）の知藩事。

## 経歴
安政4年（1857年）5月5日、小田原藩の支藩である相模荻野山中藩主大久保教義の長男として江戸で生まれる。明治元年（1868年）、第9代藩主大久保忠礼が林忠崇や伊庭八郎らと協力して新政府に反逆した責任を問われて蟄居処分になったため、忠礼の養子となって家督を継いだ。ただし、石高を11万3000石から7万5000石に削減された上で相続している。
明治2年（1869年）の版籍奉還で小田原藩知事に任じられる。明治4年（1871年）7月の廃藩置県で藩知事を免職された。同年の9月に新銭座慶應義塾に入学する。明治8年（1875年）7月、病気を理由に大久保家の家督を忠礼に返している。
明治10年（1877年）、西南戦争に参加し、3月29日に熊本県山本郡において戦死した。享年21。

## 系譜
父母
- 大久保教義（実父）
- 大久保忠礼（養父）